# Rayón, San Luis Potosí
Rayón är en kommunhuvudort i Mexiko.   Den ligger i kommunen Rayón och delstaten San Luis Potosí, i den centrala delen av landet, 270 km norr om huvudstaden Mexico City. Rayón ligger 976 meter över havet och antalet invånare är 5 298.
Terrängen runt Rayón är kuperad österut, men västerut är den platt. Rayón ligger nere i en dal. Runt Rayón är det glesbefolkat, med 15 invånare per kvadratkilometer. Närmaste större samhälle är Cardenas, 17,6 km norr om Rayón. I omgivningarna runt Rayón växer huvudsakligen savannskog.